# Miranda July
Miranda Jennifer Grossinger (Barre, Vermont, 15 de febrero de 1974) conocida artísticamente como Miranda July, es una artista, música, escritora, actriz, y directora de cine estadounidense.

## Biografía
July es hija de Richard Grossinger, de religión judía, y de Lindy Hough, de religión protestante, escritores que enseñaban en el Goddard College de Vermont y fundadores del North Atlantic Books, una editorial sobre salud alternativa, artes marciales y títulos espirituales. En 1977, la editorial se instaló en Berkeley (California), ciudad universitaria donde Miranda creció.
Fue animada a escribir por Rick Moody, autor amigo de la familia y Miranda comenzó con obras de teatro que llevaba a escena en el club 924 Gilman Street.
Asistió a la Universidad de California en Santa Cruz, pero la abandonó en el segundo curso, posteriormente se mudó a Portland, Oregón, donde se dedicó a la actuación y a la escritura.
Vive en Los Ángeles, California, desde 2005, año en que realizó su película Tú, yo y todos los demás, comedia que escribió, dirigió y en la que también actuó, interpretando a uno de los personajes principales.

## Filmografía
Filmmaker Magazine la consideró como número uno en un artículo sobre "25 Caras nuevas del Cine Independiente" en el año 2004. Después de obtener reconocimiento en el Taller del Festival de Cine de Sundance, realizó su primer largometraje Tú, yo y todos los demás, que se estrenó en 2005. La película ganó La Cámara de Oro en el Festival de Cannes en 2005.
A inicios de 1996, viviendo en Portland, July comenzó un proyecto llamado Joanie4Jackie (originalmente llamado "Big Miss Moviola") que solicitaba cortometrajes de mujeres, ella los recopiló en una cinta de vídeo, usando el sistema conocido como "cadáver exquisito". Entonces envió la cinta a las participantes y a los abonados a la serie y lo ofreció a otros interesados. Además del "cadáver exquisito", July comenzó una segunda serie llamada Co-Star Series, en donde ella invitaba a amigos de ciudades más grandes para seleccionar un grupo de películas fuera de las enviadas para el "cadáver exquisito". Los comisarios incluyeron a Miranda July, Rita Gonzalez y Astria Suparak. La serie Joanie4Jackie también fue proyectada en festivales de cine y en eventos de películas DIY (Do It Yourself: "Hazlo tu mismo"). Han existido trece ediciones, la última se celebró en 2002. 

## Música
Grabó su primer EP con Kill Rock Stars en 1996, llamado Margie Ruskie Stops Time, con música de The Need. Después de eso, sacó dos LP: 10 Million Hours A Mile en 1997 y Binet-Simon Test en 1998, ambos con Kill Rock Stars. En 1999 hizo un EP en colaboración con IQU publicado a través de KRecords.

## Multimedia
En 1998 July realizó su primera pieza completa de performance multimedia, Love Diamond, en colaboración con el compositor Zac Love y con la ayuda del artista Jamie Isenstein; la llamó "live movie". La representó en varios lugares del país, incluyendo el New York Video Festival, The Kitchen, y Yo-yo a Go-go en Olympia. Creó su siguiente pieza completa de performance, The Swan Tool, en el año 2000, también en colaboración con Love y con el trabajo de producción digital de Mitsu Hadeishi. Representó esta pieza en varios sitios de todo el mundo, incluyendo el Portland Institute for Contemporary Art, el International Film Festival de Róterdam, el Institute of Contemporary Arts en Londres, y el Walker Art Center en Minneapolis.
En 2006, después de terminar su primer largometraje, creó otra pieza de multimedia, Things We Don’t Understand and Definitely are Not Going To Talk About, que presentó en Los Ángeles, San Francisco, y Nueva York.
Su relato The Boy from Lam Kien fue publicado en 2005 por Cloverfield Press, como una edición especial con ilustraciones a cargo de Elinor Nissley y Emma Hedditch. Su siguiente relato, Somehing that needs nothing, fue publicado en la edición del 18 de septiembre de 2006 de la revista New Yorker.  No One Belongs Here More Than You es un libro de 224 páginas que recopila varios relatos y que fue publicado el 15 de mayo de 2007. Esta publicación ganó el Frank O'Connor International Short Story Award el 24 de septiembre de 2007.
July es también la fundadora de la comunidad artística en línea Learning to Love You More, fundada con Harrell Fletcher y Yuri Ono. La página, fundada en 2002, propone tareas para artistas amateur, las cuales deben completar y publicar para formar parte del proyecto de arte colectivo. Una entrevista con Yuri Ono puede encontrarse en la revista InDigest. Learning to Love You More también publicó un libro del arte en línea en 2007.

## Obras literarias
- The Boy from Lam Kien, Cloverfield Press, 2005
- No One Belongs Here More Than You: Stories, Charles Scribner's Sons, 2007 - Nadie es más de aquí que tú, traducción de Silvia Barbero; Seix Barral, 2009.
- Learning to Love You More (con Harrell Fletcher), Prestel Publishing, 2007.
- It Chooses You, Editorial Mcsweeney’s, 2011 - Te elige, traducción de Mercedes Cebrián; Seix Barral, 2011.
- All Fours, Penguin Publishing Group, 2025, traducida al castellano por Luis Murillo Fort con el título A cuatro patas (Random House, 2025).[8]
- A cuatro patas. [9]

Relatos publicados en revistas
- Jack and Al, Mississippi Review, 2002
- The Moves, Tin House, 2003
- This Person, Bridge Magazine, 2003
- Birthmark, The Paris Review Nº165, Spring 2003
- Frances Gabe's Self Cleaning House, Nest Magazine, 2003
- It Was Romance, Harvard Review, 2003
- Making Love in 2003, The Paris Review Nº166, Summer 2003
- The Man on the Stairs, Fence Magazine, 2004
- The Shared Patio,  Zoetrope: All-Story, Winter 2005
- Something That Needs Nothing, The New Yorker, 18.09.2006
- Majesty,  Timothy McSweeney's Quarterly Concern, 28.09.2006
- The Swim Team, Harper's Magazine, January 2007
- Roy Spivey, cuento publicado originalmente en The New Yorker, 11.07.2007. La traducción es de Daniela Franco y apareció en Letras Libres, Nº155, noviembre de 2011.

## Discografía

### Discos
- 10 Million Hours a Mile (1997) (Kill Rock Stars)
- The Binet-Simon Test (1998) (Kill Rock Stars)

### EP
- Margie Ruskie Stops Time EP (1996) con música de The Need (Kill Rock Stars)
- Girls on Dates EP doble con IQU (1999) (K Records)

## Filmografía
| Año  | Título                                  | Notas        | Rol                         |
| ---- | --------------------------------------- | ------------ | --------------------------- |
| 2020 | Open to the world                       | Cortometraje |                             |
| 2020 | Kajillionaire                           | Largometraje | Dirección, guion            |
| 2018 | Madeline's Madeline                     | Largometraje | Actuación                   |
| 2015 | Artistry/Technology                     | Cortometraje | Actuación                   |
| 2014 | Somebody                                | Cortometraje | Dirección, guion, actuación |
| 2011 | The Future                              | Largometraje | Dirección, guion, actuación |
| 2005 | Tú, yo y todos los demás                | Largometraje | Dirección, guion, actuación |
| 2005 | Are you the favorite person of anybody? | Cortometraje | Actuación                   |
| 2003 | Haysha Royko                            | Cortometraje |                             |
| 2001 | Getting stronger every day              | Cortometraje | Dirección, guion, actuación |
| 2000 | Nest of Tens                            | Cortometraje | Dirección, guion, actuación |
| 1999 | Jesus' Son                              | Largometraje | Actuación                   |
| 1998 | The Amateurist                          | Cortometraje | Dirección, guion, actuación |
| 1996 | Atlanta                                 | Cortometraje |                             |

## Videoclips
- Sleater-Kinney - Get Up[10]
- Blonde Redhead - Top Ranking[11]

## Performances
- Love Diamond (1998-2000)
- The Swan Tool (2000-2002)
- How I Learned to Draw (2002-2003)
- Things We Don't Understand and Are Definitely Not Going to Talk About (2006 - )

## Premios y distinciones
Festival Internacional de Cine de Cannes
| Año  | Categoría                                                                     | Película                        | Resultado |
| ---- | ----------------------------------------------------------------------------- | ------------------------------- | --------- |
| 2021 | Kansas City Film Critics Circle Awards - Premio Tom Poe a Mejor Película LGBT | Kajillionaire                   | Ganadora  |
| 2005 | Caméra d'Or                                                                   | Me and You and Everyone We Know | Ganadora  |
| 2005 | Premio de la semana de la crítica                                             | Me and You and Everyone We Know | Ganadora  |

## Entrevistas
- Miranda July entrevista a Khaela Maricich y viceversa (en inglés).
- Entrevista con Miranda y Harrel en designguide.TV (en inglés).
- Entrevista con Miranda July Archivado el 31 de mayo de 2013 en Wayback Machine. en el programa Bookworm de la estación de radio KCRW (en inglés).
- Entrevista para The Onion A.V. Club (en inglés).
- Entrevista en Naughty Secretary Club (en inglés).
- Entrevista en Apple Inc. (requires Quicktime Player) (en inglés).
- Entrevista en vídeo en SubmarineChannel, grabada el 24/08/07 (en inglés).